# Ted Lewis (musicien)
Pour les articles homonymes, voir Ted Lewis (homonymie).
Theodore Leopold Lewis Friedman, plus connu comme Ted Lewis, né le 6 juin 1890 à Circleville (Ohio) et mort le 25 août 1971 à New York, est un clarinettiste, saxophoniste, chanteur et directeur de jazz band américain.

## Biographie
En 1910, il forme son premier groupe.
En 1917, le batteur Earl Fuller lui confie la direction musicale de son groupe avec qui il enregistre plusieurs disques dans le style de l'Original Dixieland Jazz Band alors en plein essor.
En 1919, il fonde son propre groupe et apparaît sur scène avec des déguisements en rapport avec sa passion pour le théâtre. Il enregistre de nombreux disques pour Columbia Records qui rendent le groupe populaire en tant que groupe de danse. Il participe à des films et tourne à travers les États-Unis et l'Europe. Parmi les musiciens qui jouent dans son groupe figurent Muggsy Spanier, George Brunies, Jimmy Dorsey, Fats Waller, Jack Teagarden, entre autres. L'orchestre continue à enregistrer avec le label Decca jusque dans les années 1940.
Le style de Ted Lewis est clairement commercial, dirigé vers la danse, avec des influences de la tradition juive, parfois burlesque, lyrique et baroque. Il influence Benny Goodman.